# Daniel Gerhardt (peintre)
Pour les articles homonymes, voir Daniel Gerhardt et Gerhardt.
Daniel Gerhardt, né le 15 juin 1939 à Périgueux, est un peintre français.

## Biographie
Daniel Gerhardt a vécu très jeune dans un milieu artistique ; sa mère était pianiste et un de ses oncles (peintre et architecte) lui a donné le goût de la peinture par sa collection personnelle ; celui-ci était le gendre de Georges Petit, le galeriste parisien de la fin du XIXe siècle.
Vers la fin de ses études de biologie médicale à Toulouse en 1968, Daniel Gerhardt a fait une incursion aux Beaux-Arts de Toulouse dans l'atelier supérieur de peinture de Raoul Bergougnan durant deux années. Les trente-cinq années suivantes furent un constant va-et-vient entre son laboratoire médical et la peinture. Il a aussi joué pendant quelques années comme guitariste dans un quartet de jazz. Au début des années 1980, il forme avec quelques amis peintres toulousains un groupe nommé Capt qui leur permet d'exposer et de se faire connaître avant que chacun ne suive sa propre route.
Daniel Gerhardt a été très marqué par le groupe Cobra, certains peintres américains de l'abstraction lyrique des années 1950-1960 et Picasso. La musique reste le principal vecteur de son action picturale directe devant et dans la toile elle-même ; elle s'incorpore intimement en évitant les procédures de mises en route passe-partout d'images de plus en plus appréciées culturellement car de plus en plus robotisées.

## Expositions personnelles
- 1986 : Galerie P.J. Meurisse, Toulouse, France.
- 1986 : Centre Culturel de la Daurade, Toulouse, France (Dessins).
- 1988 : Galerie Acte Sud, Arles, France.
- 1988 : Bibliothèque de l’Université du Mirail, Toulouse, France (édition d’un catalogue Daniel Gerhardt 1986-1988).
- 1988 : Parco, préfiguration au musée de Carcassonne, France.
- 1988 : Parco à Villerouge-Termenès, France.
- 1989 : Papiers noirs et blancs, Galerie Traces (Michel Servet), Toulouse, France.
- 1990 : Galerie Sollertis, Toulouse, France (Première du livre Encres Daniel Gerhardt et Marcelin Pleynet).
- 1990 : Centre culturel de Foix (catalogue avec texte de Pierre Rodrigo, L’acte de peindre).
- 1991 : Salle Balène et salle de réunion des écrivains francophones, Figeac, France.
- 1992 : Institut français à Berlin, Allemagne.
- 1992 : Galerie Sollertis à Toulouse, France.
- 1994 : Galerie Sollertis à Toulouse, France.
- 1995 : Pièce unique et son fard à l’entour (toile de 31x2m) ENAC, Toulouse, France.
- 1996 : Galerie Kandler, Toulouse, France.
- 1996 : Château Pech Celeyran à Salles d'Aude, France (proposition de Ch. Kandler et M. Servet).
- 2000 : Galerie Kandler, Toulouse, France.
- 2003 : Galerie d’art contemporain du Musée L. Bonnat : Le Carré Bonnat à Bayonne, France.
- 2004 : Église des Cordeliers à Gourdon, France : Septembre des arts.
- 2006 : Galerie confort des étranges à Toulouse, France (Livre : Noir et dérive d’errance).
- 2006 : Galerie Éponyme à Bordeaux, France.
- 2007 : Galerie Saint Pierre à Limoges, France.
- 2007 : Galerie « Le confort des étranges » à Toulouse, France.
- 2007 : Galerie Éponyme à Bordeaux, France.
- 2008 : S.C. Caviar : 25 ans de peinture et œuvres récentes à Peyrehorade, France.
- 2009 : Espace le clos des cimaises à Surgères, France.
- 2010 : Centre culturel Bellegarde à Toulouse, France.
- 2010 : Galerie « Le confort des étranges » à Toulouse, France.
- 2010 : C.A.C. de Portet-sur-Garonne, France.
- 2011 : Musée de Borda et Chapelle des Carmes à Dax, France.
- 2017 : Galerie-espace13 à Mur-de-Barrez, France.
- 2018 : lycée Pierre-de-Fermat à Toulouse, France.
- 2019 : I.C.T., Espace muséographique G.Bacrabère à Toulouse, France.
- 2019 : Atelier ouvert Magnoac à Samatan, France.
- 2020 : "Méandres et pulsions en coursives" au centre culturel KIASMA à Castelnau-le-Lez, France.

## Expositions collectives
- 1969 : Galerie Chappe-Lautier, Toulouse, France.
- 1976 : ENAC, Toulouse, France.
- 1977 : Centre Culturel de l’Aérospatiale, Toulouse, France.
- 1979 : Nouvelle Abstraction et/ou Figuration, Université du Mirail, Toulouse, France.
- 1980 : Accrochage Rive Gauche, Centre Maheu, Toulouse, France.
- 1980 : Travaux sur papier, Centre Culturel Baragnon de la ville de Toulouse, France.
- 1980 : Format 80 figures, ENAC, Toulouse, France.
- 1980 : Signes et traces, Galerie Foch, Rodez, France.
- 1981 : Rencontre régionale pour la création, Toulouse, France.
- 1981 : Capt, Palais des Arts, Toulouse, France.
- 1981 : Centre Culturel de Foix, France.
- 1982 : Lieux d’artistes, CNAC, centre Georges Pompidou (Biennale de Paris), Paris, France.
- 1982 : Espace d’art contemporain, Le Parvis  à Tarbes, France.
- 1982 : Musée Goya, Castres, France.
- 1983 : DIN 21x29,7, galerie de Tanneurs à Tours, France.
- 1984 : Pinxerunt, Centre Culturel de l’Albigeois, Albi, France.
- 1985 : Galerie Jacques Girard, Toulouse, France.
- 1985 : Pinxerunt, Palais des Beaux–Arts, Toulouse, France.
- 1986 : Préfiguration du Musée d’Art Contemporain, les Jacobins, Toulouse, France.
- 1987 : Feria de Mostra (collection J.J. Lesgourgues) à Saragosse, Espagne.
- 1992 : Galerie Montenay, Paris, France.
- 1993 : Foire de Bâle (Éditions de la Galerie Sollertis), Suisse.
- 1993 : Saga (Éditions de la Galerie Sollertis), Paris, France.
- 1993 : Galerie Sollertis, Toulouse, France.
- 1995 : Regard d’un collectionneur, Espace Ecureuil, Toulouse, France.
- 1996 : Galerie Art Connexion, Bordeaux, France.
- 1997 : Château Pech-Celeyran à Salles d'Aude, France.
- 1998 : Château de Poudéous à Lavaur, France.
- 2001 : Galerie Kandler, Toulouse, France.
- 2005 : Église des Cordeliers « septembre des arts » à Gourdon, France.
- 2006 : Promenade de mémoire à Anduze, France.
- 2007 : Galerie Éponyme à Bordeaux, France.
- 2012 : Exposition de groupe à Tel-Aviv, Israël.
- 2012 : Formats 100 cm2 à Carla-Bayle, France.
- 2014 : Asia-Art-Expo 2014 à Pékin, Chine.
- 2015 : Art nordique Copenhague à Copenhague, Danemark.
- 2018 : "40 ans - 40 artistes - 40 oeuvres" à l'Université du Mirail à Toulouse, France.

## Publications
- 1988 : Livre-catalogue Daniel Gerhardt / Peintures 1986-1988 (Dialogues entre Daniel Gerhardt et Bertrand Himoff) édité par le centre de promotion culturelle universitaire de Toulouse Mirail.
- 1990 : Catalogue L’acte de peindre (texte de Pierre Rodrigo) à l'occasion de l'exposition au CDC de Foix, édité par le centre de développement culturel de Foix.
- 1990 : Livre Encres par Daniel Gerhardt et Marcelin Pleynet, Edition Arte-Maeght, Paris.
- 1991 : Livre Carnet de l’été / tel quel, Imprimerie S.E.I. Loubet, Drémil-Lafage.
- 2003 : Catalogue C’est l’été, exposition à l'espace Carré Bonnat à Bayonne, Imprimerie BM, Canéjan.
- 2005 : Livre Noir et dérive d’errance, texte Isabelle Zimmermann, Imprimerie S.E.I. Loubet, Drémil-Lafage.
- 2008-2012 : six livres réalisés par Daniel Gerhardt : 1/ Formats 200x180cm - Première période, 2/ Portraits, 3/ Méandres et jeux d’encre sur socle, 4/ Petits formats, 5/ Formats 200x180cm - Deuxième période, 6/ Contrecollés noirs.

## Collections
- Quasar - Donation Lesgourgues (Collection Caviar Jean Jacques Lesgourgues), France.
- Musée d'art moderne et contemporain Les Abattoirs, Toulouse, France.

## Commandes
- École Nationale de l’Aviation Civile (ENAC) : Pièce unique et son fard à l’entour, Toile de 31 x 2,10 mètres; installation temporaire en 1995.